# Nirinaharifidy Ramilijaona
Nirinaharifidy Ramilijaona (sinh ngày 26 Tháng 11 năm 1982) là một vận động viên chạy nước rút thi đấu quốc tế cho Madagascar.
Ramilijaona đại diện cho Madagascar tại Thế vận hội mùa hè 2008 ở Bắc Kinh. Cô thi đấu ở chặng nước rút 100 mét và đứng thứ năm trong sức nóng của mình mà không tiến vào vòng hai. Cô chạy quãng đường trong khoảng thời gian 12,07 giây.